# Kai Tak Airport

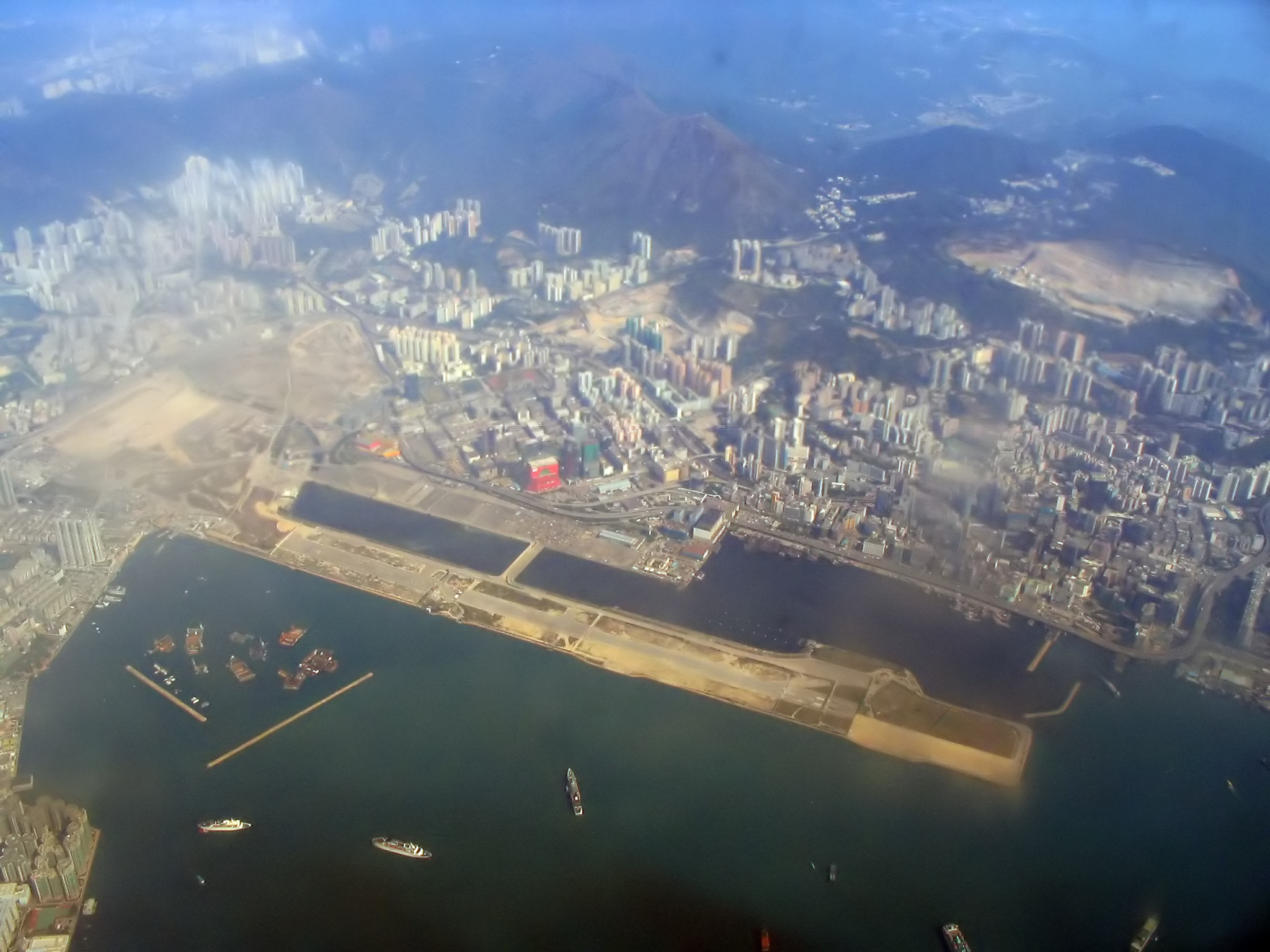
Kai Tak

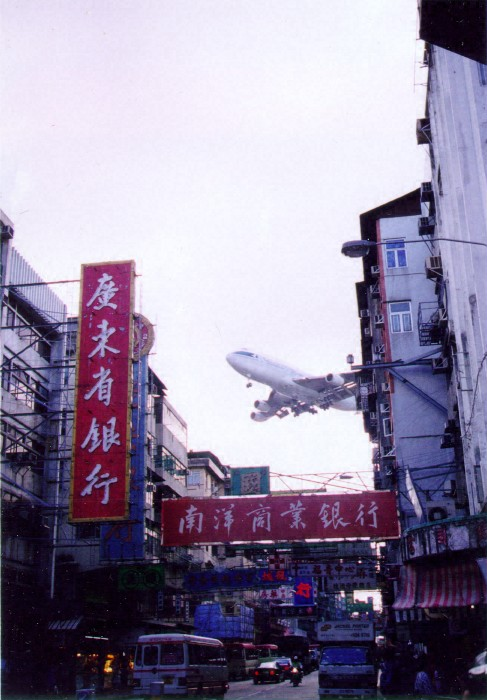
Plan under inflygning

Kai Tak Airport var Hongkongs internationella flygplats. Flygplatsen var i drift från 1925 till 1998 då den stängdes och ersattes av Hongkongs nya internationella flygplats, Hong Kong International Airport, som ligger på ön Chek Lap Kok.
År 1996 passerade 29,5 miljoner passagerare och 1,56 miljon ton gods Kai Tak, vilket gjorde flygplatsen till den tredje största i världen mätt i passagerare och den största mätt i godstrafik.
Flygplatsens läge var inte lämpligt. Den låg centralt och många utsattes för buller. I The History Channels program Most Extreme Airports utsågs den till den sjätte farligaste flygplatsen. Landningar i sydostlig riktning var ökända. Planen måste göra en 47° sväng som påbörjades på bara 200 m höjd och avslutades på cirka 50 m höjd. En jättestor skylt fanns vid 22°20′06″N 114°11′04″Ö / 22.33500°N 114.18444°Ö som visade på svängens läge.
Området har varit i huvudsak övergivet efter flygplatsens stängning. Planer finns för bostäder och kontor och annat, men dessa har dröjt på grund av politiska diskussioner.